# ボール・ナット

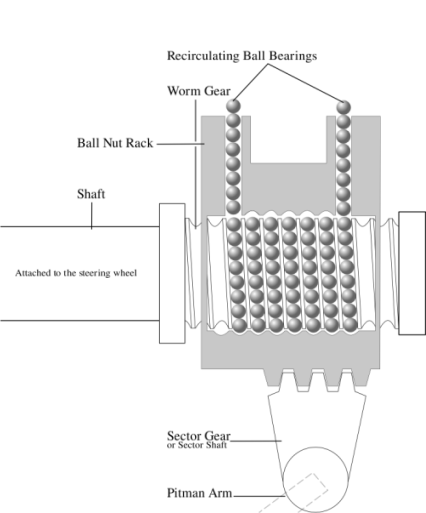
ボール・ナット式ステアリングの構造図

ボール・ナット（ball nut）とは、歯車の一種で、回転力を直線の動きに変換する。リサーキュレーティング・ボール（recirculating ball）またはウォーム・アンド・セクター（worm and sector）と呼ばれることもある。
現在ではラック・アンド・ピニオンに取って代わられた機構であるが、ハンドルが軽く、路面の凹凸によるキックバックを運転手に伝えにくい、耐久性も高いというメリットがあるため、初期のパワーステアリング機構やトラックなどで一般的に使用されていた。反対にステアリングの戻りが悪くダイレクト感に欠けるため、ラックアンドピニオン式に比べるとスポーツ走行等での操舵性は劣るというデメリットがある。現在ではクライスラー、ゼネラルモーターズ、メルセデス・ベンツ、スズキなどが一部の車種(本格的なオフロード四駆車、ジープ ラングラーやスズキ ジムニー等)で採用している。

## 機構
ボール・ナットの機構は、ステアリングシャフトにウォームギアが直接刻まれ、多数のボールベアリングを内蔵した「ボールナット（雌ねじ）ラック」に差し込まれている。このラックには、内部にウォームギアに合わせた雌ねじが刻まれ、外部にはピットマンアームを動かすセクターギヤ（扇型ギア）に噛み合うように歯が刻まれている。 
ステアリングを切ると、ボールベアリングを介してボールナットラックが上下し、セクターギアを駆動することで車輪の向きを変える。

### ボールベアリング
ボール・ナットに使用されるウォームギアはボールねじと同様のものである。ウォームギアがボールナットラック内部で回転する時、ボールベアリングがウォームギアとラックギアの間を移動することで、ギア同士の摩擦を減らし、ステアリング操作を軽くする効果を発揮する。ボールベアリングはウォームギアとラックギアの隙間に合わせて精密に加工されており、ウォームギアの回転に合わせてラック内部を動き回る。ボールベアリングはラック終端まで移動すると、ラックに設けられた外部への通路を通ってギア噛み合い部分から排出され、反対側の通路から再びラック内部へ戻ってくる。この循環する動きにより「リサーキュレーティング・ボール」（ボール循環式）と呼ばれる。
パワーステアリングが普及する以前はボールベアリングによる操作力軽減効果が大きかったため、多数の車種でボール・ナットが採用されたが、反面ダイレクトな操作感が得られにくいというデメリットもあり、スポーツ車種を中心にラック・アンド・ピニオンが徐々に普及していき、パワーステアリングの普及と共にラック・アンド・ピニオンに取って代わられることとなった。

## パワーステアリング機構の付加
ボール・ナットのパワーステアリングはラック・アンド・ピニオンとほぼ同様の物で、高圧のパワーステアリングフルードをボールナットラックに供給することによってボールベアリングに圧力を掛け、パワーアシストを行う。日本車においては、80年代の三菱自動車工業の車種で、ボール・ナット式パワーステアリングの車種が散見された。